# Segelsberg
Der Segelsberg (früher auch Seegeberg) ist ein 191 m ü. NN hoher Zeugenberg der Schmücke mit einem ur- und frühgeschichtlichen Rest einer Wallanlage bei Hemleben im Kyffhäuserkreis in Thüringen.

## Geographie
Der markante Zeugenberg befindet sich auf 191 m ü. NN etwa zwei Kilometer südlich von Hemleben. Er fällt nach allen Seiten von dem ovalen Kuppenplateau mit 100 Meter mal 250 Meter Umfang etwa 40 Meter steil in das flache Land umher ab. Feldwege führen jeweils durch die landwirtschaftlichen Nutzflächen in die umliegenden Orte – so nach Schillingstedt, Griefstedt mit Büchel, Hemleben und Beichlingen.

## Naturräumliche Einteilung
Nach der Einteilung der Thüringer Landesanstalt für Umwelt und Geologie ist der Zeugenberg isoliert dem Naturraum Hohe Schrecke–Schmücke–Finne des Südlichen Unstrut Berg- und Hügellandes (Südostteil) innerhalb der Buntsandstein-Hügelländer zugehörig.

## Vor- und frühgeschichtliche Wallanlage
Auf dem Segelsberg zeugen Wallreste von einer vor- und frühgeschichtlichen Wallanlage. Die Wallanlage gehörte wahrscheinlich als erhöhter 'Vorposten' im flachen Gelände zu einem größeren Wallsystem der Schmücke.

## Heutige Nutzung
Der mit Gebüsch und einer Linde bepflanzte Zeugenberg wird als Bodendenkmal weder forst- noch landwirtschaftlich genutzt. Für Besucher ist er als Wanderführerziel frei zugänglich.